# Teresa Palmer
Teresa Palmer (rozená Teresa Mary Palmer; * 26. února 1986, Adelaide, Jižní Austrálie) je australská filmová herečka, spisovatelka a modelka. Nejvíce se proslavila svými rolemi ve filmech Hacksaw Ridge: Zrození hrdiny, Zhasni a zemřeš a Jsem číslo čtyři.

## Život
Teresa Palmerová se narodila 26. února 1986 v Adelaide jako jediné dítě investora Kevina Palmera a bývalé zdravotní sestry a misionářky Pauly Sandersové. V roce 1989 se pár rozvedl, její otec se znovu oženil a Palmerová tak získala čtyři nevlastní sourozence. Po rozvodu rodičů vyrůstala Teresa ve skromných poměrech v sociálním bytě s matkou, žila i na otcově farmě v Adelaide Hills. Palmerová později uvedla, že kvůli matčině bipolární afektivní poruše měla těžké dětství.
Studovala na soukromé katolické škole Mercedes College v Adelaide. Několik let navštěvovala lekce herectví a jako pomocník Santy Clause vystupovala o víkendech v nákupním centru, objevila se také v několika televizních reklamách.
Po ukončení vysoké školy, v roce 2006, ji vyhledal místní hledač talentů a navrhl Palmerové účinkování ve filmu ze školního prostředí 2:37. Ačkoliv se původně chtěla věnovat záchraně zvířat, rozhodla se roli přijmout a v herectví pokračovat.
Koncem roku 2012 začala chodit s hercem a režisérem Markem Webberem, kterého poznala přes Twitter. V srpnu 2013 se zasnoubili a 21. prosince toho roku se v Mexiku odehrála svatba. Během ní již byla Palmerová v sedmém měsíci těhotenství a v únoru 2014 se tak páru narodil syn Bodhi Rain Palmer. V květnu 2016 pak oznámili, že čekají druhého potomka: v prosinci se tak narodil jejich druhý syn, pojmenovaný Forest Sage Palmer. 12. dubna 2019 se jim narodila dcera, pojmenovaná Poet Lake Palmer. Krom svých dvou synů a dcery vychovávají i Webberova syna Isaaca z předchozího vztahu s herečkou Frankie Shaw.

## Kariéra
Jako osmnáctiletá získala svoji první větší roli, když ji do australského snímku 2:37 obsadil filmový režisér a producent Murali K. Thalluri. Ztvárnila zde postavu Melody, populární středoškolské studentky, která čeká dítě se svým bratrem, a byla za ni nominována na AACTA International Award pro nejlepší herečku v hlavní roli.
Roku 2006 měla byla obsazena i do svého prvního amerického filmu, její role ale nakonec byla přepracována a byla vybrána jiná herečka, načež se Palmerová na několik měsíců vrátila zpět do Austrálie. Po návratu do Spojených států nakonec získala roli po boku Amber Tamblynové a Sarah Michelle Gellarové ve fantasy hororu Smrtící nenávi2t. Na konci roku 2007 bylo oznámeno, že bude ztvárnit hlavní zápornou postavu v připravovaném filmu od DC Comics Justice League of America, ten ale nikdy nebyl natočen. V květnu 2008 se natrvalo přestěhovala do Los Angeles, aby se mohla více věnovat herectví. Později v rozhovoru pro Harper's Bazaar přiznala, že v té době trpěla depresemi, s čímž jí pomohli až noví přátelé, které v Americe poznala.
Po několika menších rolích získala postavu ve fantasy snímku Čarodějův učeň s Nicolasem Cagem a Jayem Baruchelem v hlavních rolích.

## Filmografie

### Film

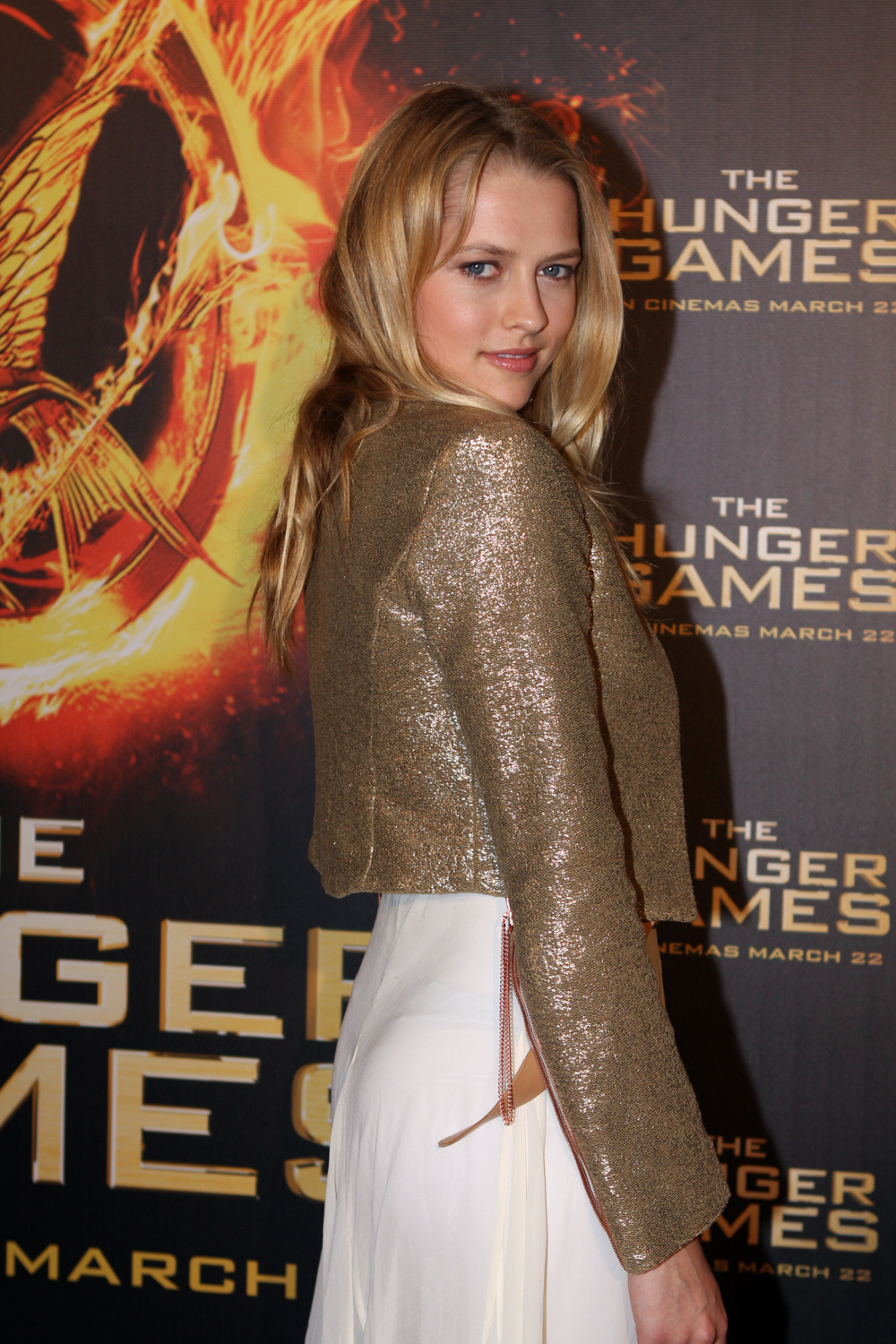
Teresa Palmer v roce 2012

| Rok  | Název                         | Role                   | Poznámky                       |
| ---- | ----------------------------- | ---------------------- | ------------------------------ |
| 2005 | Wolf Creek                    | dívka na párty         |                                |
| 2006 | 2:37                          | Melody                 |                                |
| 2006 | Smrtící nenávist 2            | Vanessa Cassidy        |                                |
| 2007 | Prosincoví kluci              | Lucy                   |                                |
| 2008 | Restraint                     | Dale                   |                                |
| 2008 | Pohádky na dobrou noc         | Violet Nottingham      |                                |
| 2010 | Čarodějův učeň                | Rebecca 'Becky' Barnes |                                |
| 2011 | Jsem číslo čtyři              | Číslo 6 / Jane Doe     |                                |
| 2011 | Noc je ještě mladá            | Tori Frederking        |                                |
| 2011 | Bear                          | Emelie                 | krátkometrážní film            |
| 2011 | Quirky Girl                   | Claire                 | krátkometrážní film            |
| 2012 | Kdybys tu byl                 | Steph McKinney         |                                |
| 2013 | Mrtví a neklidní              | Julie Grigio           |                                |
| 2013 | Láska a čest                  | Candace                |                                |
| 2014 | Nepohodlný svědek             | Cassandra Steeley      |                                |
| 2014 | Parts per Billion             | Anna                   |                                |
| 2014 | The Ever After                | Ava                    | také scenáristka a producentka |
| 2014 | Zabij mě třikrát              | Lucy Webb              |                                |
| 2015 | Knight of Cups                | Karen                  |                                |
| 2015 | Bod zlomu                     | Samsara Dietz          |                                |
| 2016 | Too Legit                     | Kimmie                 | krátkometrážní film            |
| 2016 | Ve znamení lásky              | Gabby Holland          |                                |
| 2016 | Triple 9                      | Michelle Allen         |                                |
| 2016 | Zhasni a zemřeš               | Rebecca                |                                |
| 2016 | Hacksaw Ridge: Zrození hrdiny | Dorothy Schutte        |                                |
| 2016 | Kingova pomsta                | Kelly                  |                                |
| 2017 | Berlínský syndrom             | Clare Havel            |                                |
| 2017 | Vzorce                        | Sarah                  |                                |
| 2019 | The Place of No Words         | samu sebe              |                                |
| 2019 | Ride Like a Girl              | Michelle Payne         |                                |
| 2022 | The Twin                      | Rachel                 |                                |

### Televize
| Rok           | Název          | Role         | Poznámky             |
| ------------- | -------------- | ------------ | -------------------- |
| 2018–2022     | Čas čarodějnic | Diana Bishop | hlavní role, 25 dílů |
| bude oznámeno | The Clearing   | Freya        |                      |

### Hudební videa
| Rok  | Umělec            | Název skladby               |
| ---- | ----------------- | --------------------------- |
| 2007 | Eskimo Joe        | „Breaking Up“               |
| 2010 | Empire of the Sun | „Half Mast (Slight Return)“ |
| 2011 | Atomic Tom        | „Don't You Want Me“         |